# Ajustes fiscales en frontera
Los ajustes fiscales en frontera son el mecanismo que se aplica en la imposición indirecta cuando un producto atraviesa una frontera  y que supone la devolución por el país exportador de todos los impuestos indirectos que han gravado el bien en el mismo (denominada en algunos casos desgravación fiscal a la exportación) y el gravamen simultáneo por el país importador con los impuestos indirectos del propio país para igualarlo así a los bienes internos.
En la tributación internacional, la imposición indirecta se basa en el principio de imposición en destino, es decir en el país en que los bienes son consumidos. De esta manera cada Estado establece la tributación de carácter indirecto sobre los bienes consumidos en él, independiente de su origen, pero como la imposición en muchos casos se va produciendo en cada transacción de los mismos. Cuando las mercancías llegan a la frontera han estado ya gravados por los impuestos del país de origen. Para evitarlo en frontera se han de devolver los impuestos cobrados por el país de procedencia y gravarlos en el país de destino con el equivalente que han sido gravados los bienes interiores. Las reglas de coordinación para que exista una equiparación en la tributación de todos los bienes independiente de su origen exigen una serie de ajustes cuando el producto atraviesa la frontera.
Para que los ajustes fiscales en frontera funcionen correctamente, la carga  tributaria que se incorpora a los productos debe ser uniforme y transparente. En este sentido, el Impuesto sobre el Valor Añadido cumple plenamente estos principios y permite que los productos procedentes de otro país tengan un tratamiento completamente homogéneo y por ello fue elegido como impuesto común en el ámbito de toda la Unión Europea, para evitar las distorsiones de los mercados. En el IVA, al exportar un producto esta transacción está exenta y se permite al exportador deducir todo el IVA soportado en la fabricación. Por el contrario, en el país importador, el IVA gravará a los productos importados. 
Los impuestos indirectos multifásicos de carácter acumulativo que gravan el precio de venta en cada una de las fases de la producción y distribución ocasionan  un incremento de los costes que afectan al precio de venta. Los ajustes fiscales en frontera se aplican con porcentajes calculados a tanto alzado que no garantizan que los bienes importados sean objeto de un gravamen equivalente al de la producción nacional ni que el importe de la desgravación fiscal a la exportación sea igual  a los impuestos realmente soportados.
La corrección en frontera debería corregir por tanto todos los impuestos indirectos que gravan la producción o el consumo del producto exportado, dejando fuera los posibles impuestos directos como las cuotas de la Seguridad Social.
Los ajustes en frontera no resuelven todos los problemas de la tributación en el comercio internaciona, queda a un lado el tema arancelario que se resuelve por otras vías.